# Bagnoregio
Bagnoregio é uma comuna italiana da região do Lácio, província de Viterbo, com cerca de 3.639 (Cens. 2001) habitantes. Estende-se por uma área de 72,63 km², tendo uma densidade populacional de 50,10 hab/km². Faz fronteira com Bolsena, Castiglione in Teverina, Celleno, Civitella d'Agliano, Lubriano, Montefiascone, Orvieto (TR), Viterbo.
Foi fundada pelos Etruscos há mais de 2500 anos, mas viu a sua população diminuir para apenas quinze moradores ao longo do século XX.
Civita di Bagnoregio, a belíssima localidade, ligada a Bagnoregio apenas por uma ponte, foi o berço de São Boaventura, nascido em 1274. A localização de sua casa de infância há muito tempo já caiu à beira do precipício. Por volta do século XVI Civita estava começando a diminuir, tornando-se eclipsado pelo seu ex-subúrbio Bagnoregio.
No final do século XVII, o bispo e o governo municipal foi forçado a mudar-se para Bagnoregio devido a um grande terremoto, acelerando o declínio da cidade. Naquela época a região era parte dos Estados Pontifícios. No século XIX Civita é o local foi se transformando em uma ilha e que o ritmo da erosão acelerada como a camada de barro por baixo da pedra chegou na área onde a ponte hoje está localizado. Bagnoregio continua como uma, mas próspera cidade pequena, enquanto Civita tornou-se conhecido como che il paese muore (em italiano: "a cidade que morre"). Civita só recentemente foi experimentando um renascimento do turismo.  A cidade também é muito admirada por sua arquitetura , abrangendo cerca de cem anos. Civita di Bagnoregio deve muito de sua condição inalterada ao seu relativo isolamento: a cidade foi capaz de suportar a maioria das invasões da modernidade, bem como a destruição provocada por duas guerras mundiais. A população hoje varia entre cerca de 12 pessoas no inverno, e mais de 100 no verão.

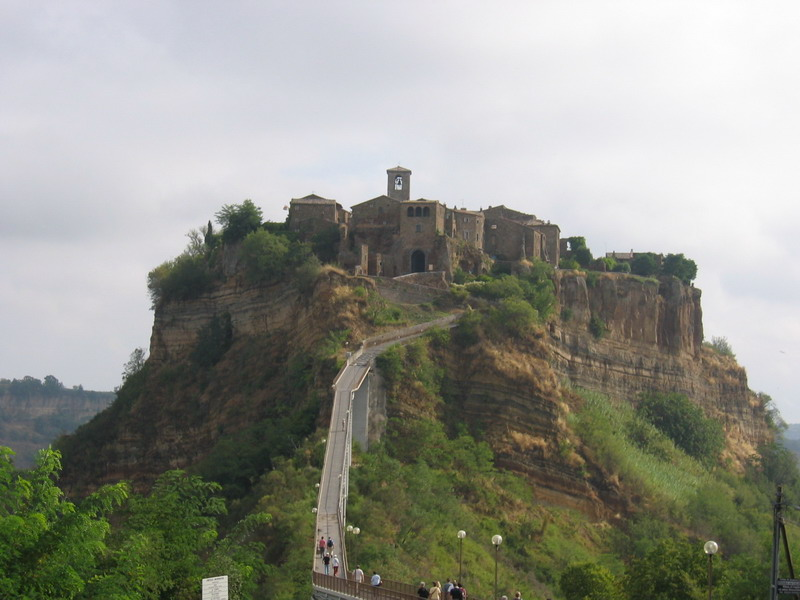

## Demografia
| Variação demográfica do município entre 1861 e 2011                               |
|                                                                                   |
| Fonte: Istituto Nazionale di Statistica (ISTAT) - Elaboração gráfica da Wikipedia |